# Qarshi

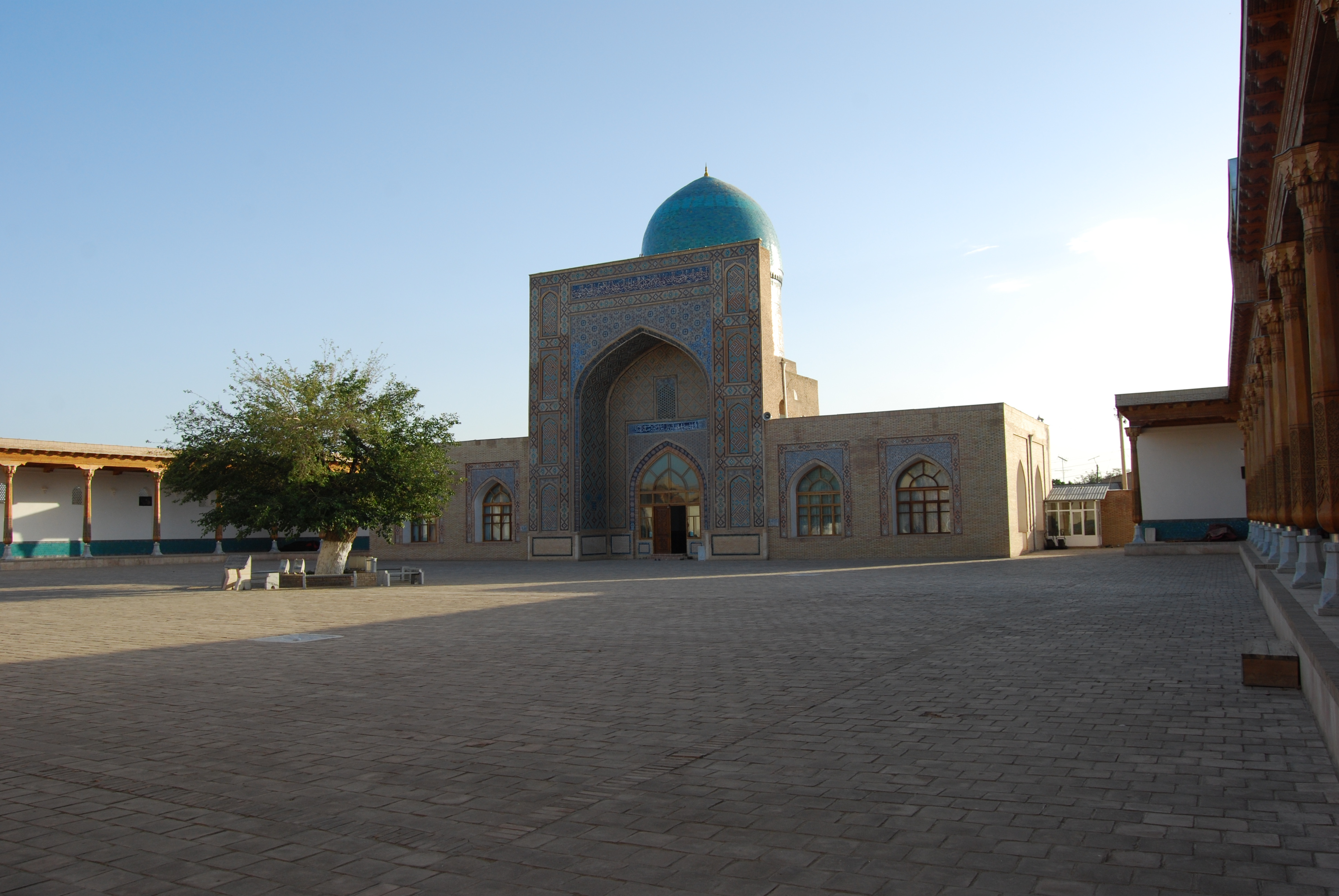
Moské i Karsji

Karsji, eller Qarshi (uzbekiska: Qarshi eller Қарши; persiska: نخشب, Naxšab; ryska: Карши, Karsji) är en stad i södra Uzbekistan. Den har 226 905 invånare (enligt uppskattning från 2006) och är huvudstad i provinsen Qasjqadarja. Den ligger på 374 meters höjd, runt 520 kilometer sydsydväst om Tasjkent, sydöst om Buchara, sydväst om Samarkand, och omkring 335 kilometer norr om Uzbekistans gräns mot Afghanistan. Staden är centrum i en bördig oas som producerar vete, bomull och silke. Staden har vidare viktig naturgasproduktion.
Stadens ålder uppskattas till 2700 år. Karsji utgjorde ursprungligen den sogdiska staden Nakhshab, och senare den muslimska persiska staden Nasaf. Staden var en anhalt på den elva dagar långa kamelfärden mellan Balch och Buchara. De tjagataiska mongolkhanerna Kabak och Kazanby byggde palats vid staden på platsen för Djingis khans sommarbetesmark. År 1364 byggde Timur Lenk ett befäst palats med vallgravar i vad som idag är den södra delen av staden. Stadens nuvarande namn kommer från ordet för fort. 
Då Sjachrisabz förföll under 1700-talet växte Karsji i betydelse och var säte för kronprinsen av emiratet Buchara, i vilket staden var den näst största. Staden hade under denna tid dubbel stadsmur, tio karavanserajer och fyra madrassa. År 1868 hade ryssarna annekterat Zeravsjandalen, och 1873 underskrevs i Karsji det fördrag som gjorde Bucharaemiratet till ett ryskt protektorat; den dåvarande emirens son, Abdul Malik, reste sig då i uppror mot den ryska övermakten.
Under tidigt 1970-tal fullföljdes den första delen av ett större konstbevattningsprojekt för att leda vatten från Amu-Darja i Turkmenistan österut in i Uzbekistan för att bevattna landet runt Karsji. De bevattnade landen uppodlades nästan uteslutande med bomull.